# Szilágyi Ágnes Judit
Szilágyi Ágnes Judit (Budapest, 1966. március 4. –) magyar történész, latin-amerikanista, egyetemi oktató. Édesapja Szilágyi Imre filozófus, nagybátyja Mándy Iván prózaíró volt. Férje Vörös István költő. Kutatási területe az ibériai és latin-amerikai országok 19–20. századi története, valamint az ibér világ és Magyarország kapcsolatai.
Brazília függetlenné válásának 200. évfordulója alkalmából az Újkor.hu készített vele interjút.

## Tanulmányok
1984-ben érettségizett a budapesti Ságvári Endre Gyakorló Iskola és Gimnáziumban (mai ELTE Trefort Ágoston Gyakorló Gimnázium).  1984 és 1990 között az ELTE Bölcsészettudományi Kar történelem tanár, valamint portugál nyelv és irodalom szakos hallgatója. 1991–1994: József Attila Tudományegyetem BTK/MTA, aspirantúra (doktori képzés).

## Tudományos fokozatok
A József Attila Tudományegyetem A Mediterráneum és a hispán világ története a XIX–XX. században doktori programjának keretében 1999-ben szerzett PhD-fokozatot. Disszertációjának címe: Nemzetépítés és kultúrpolitika Brazíliában az Estado Nôvo idején (1937–1945)
2008-ban az Eötvös Loránd Tudományegyetemen habilitált.
Akadémiai doktori értekezését 2023 novemberében védte meg Az „Atlantisz-álom” a modernizáció és a nacionalizmus korában – Portugália és Brazília 1889–1930 címmel.

## Munkahelyek és oktatói tevékenység
1991: középiskolai tanár a Tamási Áron Általános Iskola és Gimnáziumban, valamint megbízott előadó az ELTE Portugál Nyelv és Irodalom Tanszéken, emellett a Diário de Notícias című portugál napilap magyarországi tudósítója
- 1991—1994: MTA tudományos továbbképzési ösztöndíjasa (JATE Latin-Amerika Története Kutató-csoport), témavezetője Anderle Ádám professzor volt
- 1995: a Művelődési és Közoktatási Minisztérium kisebbségi oktatási- és médiaügyekkel foglalkozó tárcaprogramjának (Párbeszéd Program) vezetője
- 1998—2005: egyetemi tanársegéd, majd adjunktus az ELTE Portugál Nyelv és Irodalom Tanszékén
- 2005—2008: egyetemi docens a veszprémi Pannon Egyetem Társadalomtudományok és Európa Tanulmányok Tanszékén
- 2009-től egyetemi docens az ELTE Új- és Jelenkori Egyetemes Történeti Tanszékén, ahol tanszék- és doktori program vezető is
- 2015 júniusától részt vesz az ELTE BTK Történeti Intézetén belül működő Nőtörténeti Kutatóközpont létrehozásában, munkájában
- 2020 januárjában átvette az ELTE-n működő Brazil Tudományos Központ vezetését Pál Ferenc professzortól.

## Szervezeti tagságok
- 1992. áprilisától Magyar Latinamerikanisták Társasága
- 1992. áprilisától: Asociación de Historiadores Latinoamericanistas Europeos
- 1994. januárjától: Magyar Történelmi Társulat
- 1998. novemberétől: MTA Köztestülete[4]
- 2014. októberétől: Direitas, História e Memória (Brazília)[4]

## Főbb publikációk
Az 1990-es évek eleje óta jelennek meg – többnyire a portugál és a spanyol nyelvű világ történetére vonatkozó – írásai. 
Kötetei:
- Ifj. Horthy Miklós, a Kormányzó kisebbik fia: Tanulmányok, dokumentumok (Sáringer Jánossal). Budapest, Holnap Kiadó, 2002.
- Távolodás Európától: Nemzetépítés és kultúrpolitika Brazíliában az Estado Nôvo idején (1937–1945). Budapest, Áger Bt., 2004.
- Érdekes személyiségek, emlékezetes viták a magyar történetírásban: 27 történészportré. Budapest, Palatinus, 2007.
- Metszéspontok: Tanulmányok a portugál és a brazil történelemről. Szeged, SZTE Történettudományi Doktori Iskola, 2009.
- Önismeret és egzisztencia – Szilágyi Imre válogatott írásai (sajtó alá rendezte Szilágyi Ágnes Judit). Budapest, Írók Alapítványa, 2007.
- Latin-Amerika 1750–1840: a gyarmati rendszer felbomlásától a független államok megalakulásáig (szerzőtársakkal, Semsey Viktória szerkesztésében). Budapest, L' Harmattan, 2013.
- Az „Atlantisz-álom” a modernizáció és a nacionalizmus korában: Portugália és Brazília 1889–1930.  Budapest, L' Harmattan, 2023.
- Kennedy elnök vendége – Brazíliába vándorolt magyarokról. Budapest, L' Harmattan, 2024.